# Nicolás Diez
Nicolás Ignacio Diez Parajón (* 9. Februar 1977 in Buenos Aires) ist ein ehemaliger argentinischer Fußballspieler und heutiger -trainer. Der Außenstürmer wurde mit der U20-Nationalmannschaft 1997 Weltmeister.

## Karriere

### Verein
Diez begann seine Profikarriere 1994 bei den Argentinos Juniors und wechselte 1996 zu Racing Club. Bis 2001 blieb er in Argentinien und unterschrieb dann einen Vertrag beim FC Gueugnon in Frankreich. 2003 kehrte er nach Südamerika zurück und spielte noch in Kolumbien bei Deportivo Pereira, in Chile bei Everton, CD O’Higgins, Deportes La Serena sowie Ñublense, in seinem Heimatland bei Unión de Santa Fe und in Venezuela beim Deportivo Táchira FC sowie beim AC Mineros de Guayana. Größter Erfolg auf Vereinsebene als Spieler war der Gewinn der venezolanischen Vizemeisterschaft 2009/10 mit Deportivo Táchira. 2011 beendete Diez seine Spielerlaufbahn bei Ñublense.

### Nationalmannschaft
Diez gewann mit der U20-Nationalmannschaft 1997 die U20-Weltmeisterschaft.

### Trainer
Nach seiner aktiven Karriere wurde Diez 2012 Co-Trainer der chilenischen Nationalmannschaft, für die er unter dem argentinischen Nationaltrainer Jorge Sampaoli bis 2015 tätig war. Nach einer weiteren Station als Co-Trainer in Chile bei Universidad de Chile kehrte er nach Argentinien zurück, wo er weiter als Co-Trainer arbeitete. Unter anderen trainierte er die argentinische Nationalmannschaft sowie U20-Nationalmannschaft. 2022 wurde er als Co-Trainer von CSD Defensa y Justicia nach der Entlassung von Sebastián Beccacece gemeinsam mit Guillermo Marino Interimstrainer. Von Juli bis Oktober 2023 übernahm er die Cheftrainerposition bei CA Atlanta. Seit April 2024 arbeitet Diez als Co-Trainer beim CA Tigre.

## Erfolge
Argentinien U20
- U20-Weltmeister: 1997